# Liste des épisodes d'Embrasse-moi Lucile
Embrasse-moi Lucile (愛してナイト, Aishite Naito) est une série télévisée d'animation japonaise de 42 épisodes réalisée par Toei Animation, adaptée à partir du manga shōjo homonyme créé au début des années 1980 par Kaoru Tada.

## Épisodes
| No | Titre français                  | Titre japonais             | Titre japonais                  | Date de 1re diffusion           |
| No | Titre français                  | Kanji                      | Rōmaji                          | Date de 1re diffusion           |
| --- | ------------------------------- | -------------------------- | ------------------------------- | ------------------------------- |
| 1 | Benjamin et Lucile              | 坊やと猫とキザな奴         | Bōya to neko to kizana yakko    | 1er mars 1983 15 janvier 1988   |
| Mathias, chanteur d'un célèbre groupe de rock, et son petit frère Benjamin vivent seul. Alors que Mathias part répéter au studio d'enregistrement, Benjamin, las de rester enfermé à la maison, part en ville avec son chat Roméo. Il y fait la connaissance d'une jeune fille, Lucile, qui l'invite à manger au restaurant de son père.                                             |                                 |                            |                                 |                                 |
| 2 | Le Chat misogyne                | 女嫌いのジュリアーノ       | Onna kirai no Juriāno           | 8 mars 1983 18 janvier 1988     |
| Benjamin confie Roméo à Lucile pour un après-midi. Mais celui-ci se conduit très mal envers elle et renverse le vase contenant les roses que Tristan lui avait offertes. De retour au Mambo, Benjamin confie le secret de Roméo : il déteste les femmes depuis le jour où sa compagne d’enfance l’a quitté pour un autre chat. Voilà pourquoi il est devenu depuis un chat misogyne. |                                 |                            |                                 |                                 |
| 3 | Un baiser volé                  | キッスはまだ早い           | Kissu wa mada hayai             | 15 mars 1983 20 janvier 1988    |
| Tristan s'engage à passer la journée avec Marika, la fille d'un client de son père, alors que celle-ci ne l'intéresse pourtant pas. Par un grand hasard, Lucile les aperçoit ensemble et pour éviter un malentendu, Tristan décide de lui déclarer son amour. |                                 |                            |                                 |                                 |
| 4 | Au concert des Beehives         | めぐりあいロックンロール   | Meguriai rokkunrōru             | 22 mars 1983 22 janvier 1988    |
| Le groupe de rock Bee Hive organise un concert. Lucile se retrouve malgré elle au concert à la suite d'un stratagème mis en place par Benjamin. Elle est loin de se douter que deux des membres du groupe ne lui sont pas inconnus. |                                 |                            |                                 |                                 |
| 5 | Un cadeau de fiançailles        | 剛とやっこの結婚人形       | Gō to Yakko no kekkon ningyō    | 29 mars 1983 25 janvier 1988    |
| 6 | Tristan jaloux                  | 真夜中のプラトニック・ラブ | Mayonaka no puratonikku rabu    | 5 avril 1983 27 janvier 1988    |
| 7 | La Rentrée des classes          | 乙女チックな三角関係       | Otome chikku na sankaku kankei  | 12 avril 1983 29 janvier 1988   |
| 8 | Chassé-croisé amoureux          | 忘れ物ラブソング           | Wasuremono rabusongu            | 19 avril 1983 3 février 1988    |
| 9 | Le Malentendu                   | カン違いのキッス           | Kan chigai no kissu             | 26 avril 1983 1er février 1988  |
| 10 | L'Anniversaire de Mathias       | 愛のバースデー・プレゼント | Ai no basude purezento          | 3 mai 1983 5 février 1988       |
| 11 | Adieu Mathias                   | さよなら剛さん             | Sayonara Gō-san                 | 10 mai 1983 8 février 1988      |
| 12 | Un amour de casse-tête          | 恋のジグソーパズル         | Koi no jigusōpazuru             | 17 mai 1983 10 février 1988     |
| 13 | La Dispute                      | 悲しみのフリーウェイ       | Kanashimi no furiuei            | 24 mai 1983 12 février 1988     |
| 14 | La Nuit des adieux              | 愛と別れのノクターン       | Ai to wakare no nokutān         | 31 mai 1983 15 février 1988     |
| 15 | Le Kidnapping                   | さらわれた橋蔵ちゃん       | Sarawareta Hashizō-chan         | 7 juin 1983 17 février 1988     |
| 16 | La Fugue                        | ずぶ濡れロックンロール     | Zubunure rokkunrōru             | 14 juin 1983 19 février 1988    |
| 17 | Roméo a des problèmes           | 男一匹ジュリアーノ         | Otoko ippiki Juriāno            | 21 juin 1983 22 février 1988    |
| 18 | Le Dilemme de Lucile            | やっこ虹色のスキャット     | Yakko nijiiro no sukyatto       | 28 juin 1983 24 février 1988    |
| 19 | L'Anniversaire de Benjamin      | 橋蔵ちゃんの誕生日         | Hashizō-chan no tanjōbi         | 5 juillet 1983 26 février 1988  |
| 20 | La Maladie de Benjamin          | 夜ふけのロンリー坊や       | Yofuke no ronrī bōya            | 12 juillet 1983 29 février 1988 |
| 21 | Le Grand jour                   | ＧＯ！剛！ビーハイヴ       | GO! Gō! Bīhaivu                 | 19 juillet 1983 2 mars 1988     |
| 22 | Au bord de la mer               | 夜明けのロングビーチ       | Yoake no rongubīchi             | 26 juillet 1983 4 mars 1988     |
| 23 | Un baiser dans les bois         | 白樺林の熱いキッス         | Shirakababayashi no atsui kissu | 2 août 1983 7 mars 1988         |
| 24 | Ensemble dans la tempête        | 嵐の中のデュエット         | Arashi no naka no dyuetto       | 9 août 1983 9 mars 1988         |
| 25 | La Fête de l'été                | 夏祭りのサンバ             | Natsumatsuri no sanba           | 16 août 1983 11 mars 1988       |
| 26 | Concours de rock au bord du lac | 湖畔の熱いヴォーカル       | Kohan no atsui vōkaru           | 23 août 1983 14 mars 1988       |
| 27 | Lucile et Mathias               | 恋のインターチェンジ       | Koi no intāchenji               | 30 août 1983 16 mars 1988       |
| 28 | Le Grand concours de rock       | やっこのファースト・キッス | Yakko no fāsuto kissu           | 6 septembre 1983 18 mars 1988   |
| 29 | L'Anniversaire de Lucile        | ベイビー・アイラブユー     | Beibī airabuyū                  | 13 septembre 1983 21 mars 1988  |
| 30 | Déclaration d'amour             | 星空のラブコール           | Hoshizora no rabukōru           | 20 septembre 1983 23 mars 1988  |
| 31 | Amour en rock'n roll            | 帰ってきた結婚人形         | Kaettekita kekkon ningyō        | 27 septembre 1983 25 mars 1988  |
| 32 | Un beau mariage                 | 愛と哀しみのウェディング   | Ai to kanashimi no wedingu      | 11 octobre 1983 28 mars 1988    |
| 33 | Un cœur solitaire               | ひとりぼっちのマイハート   | Hitoribotchi no maihāto         | 1er novembre 1983 30 mars 1988  |
| 34 | Prélude à un adieu              | 別れのプレリュード         | Wakare no pureryūdo             | 8 novembre 1983 1er avril 1988  |
| 35 | Amour ou gloire                 | こわれたリズムボックス     | Kowareta rizumubokkusu          | 22 novembre 1983 4 avril 1988   |
| 36 | La Flamme de l'amour            | 愛の炎・ファイヤー         | Ai no honō Faiyā                | 29 novembre 1983 6 avril 1988   |
| 37 | Un rêve de Paris                | パリからの子守歌           | Pari kara no komori-uta         | 6 décembre 1983 8 avril 1988    |
| 38 | Une décision importante         | 小さな星のメロディ         | Chīsana hoshi no merodī         | 13 décembre 1983 11 avril 1988  |
| 39 | Quand Benjamin s'en mêle        | ちびっこ天使のロック       | Chibikko tenshi no rokku        | 20 décembre 1983 15 avril 1988  |
| 40 | Le Rendez-vous manqué           | 雪色のバラード             | Yuki-iro no barādo              | 10 janvier 1984 18 avril 1988   |
| 41 | Le Retour de Mathias            | 恋人たちのコンチェルト     | Koibito-tachi no konchieruto    | 17 janvier 1984 22 avril 1988   |
| 42 | Le Mariage défendu              | ウェディングベルは剛さんと | Wedingu beru wa Gō-san to       | 24 janvier 1984 25 avril 1988   |